# انتقائية الربط
انتقائية الربط تُعرَّف وفقًا لربط الربائط بركيزة لتشكيل معقد. تصف انتقائية الربط كيف يمكن أن ترتبط ربيطة بشكل تفضيلي بأحد المستقبلات أكثر من غيره. معامل الانتقائية هو ثابت التوازن لتفاعل الإزاحة بواسطة ربيطة لربيطة أخرى تكون في معقد مع الركيزة. لانتقائية الربط أهمية كيميائية كبيرة في الكيمياء الحيوية وفي عمليات الفصل الكيميائي.

## التطبيقات

### الكيمياء الحيوية
في الكيمياء الحيوية، تُعرَف الركيزة بأنها مستقبل. المستقبل هو جزيء بروتيني موجود إما ضمن الغشاء البلازمي أو ضمن سيتوبلازما الخلية قد يرتبط به نوع محدد واحد أو أكثر من جزيئات الإشارة. قد تكون الربيطة ببتيدًا أو جزيئًا صغيرًا آخر مثل ناقل عصبي، أو هرمون، أو دواء، أو سم. تُحدَّد نوعية المستقبل هندسته الفراغية وطريقة ربطه للربيطة من خلال تآثرات غير تساهمية مثل الرابطة الهيدروجينية وقوى فان دير فالس.
إن أمكن عزل مستقبل، فيمكن أن يُطوَّر دواء صنعي إما لتنبيه المستقبل ويدعى شادًا أو لحجبه ويدعى ضادًا. طُوِّر دواء القرحة المعدية السيميتيدين كمضاد لمستقبلات الهستامين 2 من خلال هندسة الجزيء كيميائيًا ليكون ذو انتقائية أعظمية لنسيج معزول يحوي على المستقبل. أدى الاستخدام الإضافي لنماذج العلاقة الكمية بين البنية والفعالية إلى تطوير أدوية أخرى مثل الرانتيدين.
من المهم ملاحظة أن «الانتقائية» عندما تشير إلى دواء ما تكون نسبية وليست مطلقة. على سبيل المثال، بالجرعات الأعلى، قد يرتبط جزيء دواء نوعي أيضًا بمستقبلات أخرى غير تلك التي يكون «انتقائيًا» لها.

### العلاج بالاستخلاب
العلاج بالاستخلاب هو نوع من العلاج الطبي تُستخدَم فيه ربيطة استخلاب لتزيل معدنًا ما بشكل انتقائي من الجسم. عندما يوجد المعدن على شكل أيون ثنائي التكافؤ مثل انتقائية الرصاص Pb2+ أو الزئبق Hg2+ للكالسيوم Ca2+ والمغنزيوم Mg2+، وهي مهمة جدًا كي لا يزيل العلاج معادن مهمة.
تُحدَّد الانتقائية بعوامل متنوعة. في حالة فرط حمل الحديد الذي يحدث لدى الأشخاص المصابين بالتلاسيميا بيتا الذين تلقوا نقلًا دمويًا، ويكون الأيون المعدني المستهدف في حالة أكسدة 3+ وبالتالي يشكل معقدات أقوى من الأيون ثنائي التكافؤ. يشكل أيضًا معقدات أقوى مع الربائط المعطية للأكسجين منه مع الربائط المعطية للنتروجين. الديفيروكسامين، وهو حامل حديد (سيدروفور) طبيعي التشكل تنتجه الجراثيم الشعاعية من نوع المتسلسة البيلوسية، وقد استخدِم مبدئيًا كدواء في العلاج بالاستخلاب. طُوِّرت حاملات حديد صنعية مثل ديفيريبرون وديفيراسيروكس باستخدام البنية المعروفة للديفيروكسامين كنقطة بداية. يحدث الاستخلاب بكلتي ذرتي الأكسجين.
ينتج داء ويلسون عن عيب في استقلاب النحاس يؤدي إلى تراكم معدن النحاس في أعضاء متنوعة في الجسم. يكون الأيون المستهدف في هذه الحالة ثنائي التكافؤ Cu2+. يُصنَّف هذا الأيون على الحد في جدول أهرلاند وتشات ودافيس. هذا يعني أنه يشكل معقدات متساوية تقريبًا مع ربائط معطية لذرات النتروجين أو الأكسجين أو الفلور كتلك التي يشكلها مع ذرات معطية للفوسفور أو الكبريت أو الكلور. يُستخدَم البنيسيلامين، الذي يحوي على ذرات معطية للنتروجين والكبريت، كنوع من الربائط التي ترتبط مع أيونات النحاس بشكل أقوى من ارتباطها مع أيونات الكالسيوم والمغنزيوم.
علاج التسمم بالمعادن الثقيلة مثل الرصاص والزئبق يسبب مشاكل أكبر لأن الربائط المُستخدَمة لا تملك انتقائية عالية بالمقارنة مع الكالسيوم. على سبيل المثال، يمكن أن يُؤخَذ ثنائي أمين الإيثيلين رباعي حمض الأسيتيك كملح كالسيوم لإنقاص إزالة الكالسيوم من العظم مع المعدن التثقيل. استعرِضت العوامل التي تحدد انتقائية الرصاص ضد الزنك، والكادميوم، والكالسيوم.